# Vallée du Juruá

Localisation de la Vallée du Juruá.

La vallée du Juruá est une des deux mésorégions de l'État de l'Acre, au Brésil. Elle est formée par l'association de huit municipalités regroupées en deux microrégions. Elle recouvre une aire de 74 965 km2 pour une population de 197 901 habitants. La densité est de 2,64 hab./km2.
Elle est frontalière du Pérou. 

## Microrégions
- Cruzeiro do Sul
- Tarauacá
- Sena Madureira

## Mésorégions limitrophes
- Vallée de l'Acre (Acre)
- Sud de l'Amazonas (Amazonas)
- Sud-ouest de l'Amazonas (Amazonas)